# La Masica (ort)
La Masica är en ort i Honduras.   Den ligger i departementet Atlántida, i den centrala delen av landet, 170 km norr om huvudstaden Tegucigalpa. La Masica ligger 28 meter över havet och antalet invånare är 4 022.
Terrängen runt La Masica är kuperad söderut, men norrut är den platt. Runt La Masica är det ganska glesbefolkat, med 23 invånare per kvadratkilometer. Närmaste större samhälle är San Juan Pueblo, 13,0 km väster om La Masica. 